# Storeholmen (Kvinnherad)
Ne doit pas être confondu avec Storeholmen.
Storeholmen est une île dans le landskap Sunnhordland du comté de Vestland. Elle appartient administrativement à Kvinnherad.

## Géographie
Rocheuse et couverte d'arbres, elle s'étend sur environ 457 m de longueur pour une largeur approximative de 169 m. 